# Joe Liggins
Joe Liggins (9 juillet 1915, Guthrie, Oklahoma - 26 juillet 1987, Lynwood, Californie) est un chanteur et pianiste américain de rhythm and blues, leader du groupe The Honeydrippers. Il est le frère de Jimmy Liggins.

## Singles
Exclusive 242 - Some Of These Days / Walkin (Los Angeles-1946)
Exclusive 244 - The Blues / Blow Mr. Jackson (Los Angeles-1946)
Exclusive 250 - (The Original) Down Home Blues / Ten Toes (Los Angeles-1947)
Exclusive 252 - Think Of Me / Little Willie (Los Angeles-1947)
Exclusive 256 - Sugar / You'll Miss Me Sure's You're Born (Los Angeles-1947)
Exclusive 258 - Life Don't Mean A Thing To Me / Siboney (Los Angeles-1947)
Exclusive 267 - Groovy Groove / Apple Of My Eye (Los Angeles-1947)
Exclusive 271 - Sweet Georgia Brown / Dripper's Blues (Los Angeles-1947 et 1948)
Exclusive 49x - Spooks Holiday / The Darktown Strutters' Ball (Los Angeles-1947)
Exclusive 132x - Ruth / Loosiana (Los Angeles-1948)
Exclusive 262 - Worried / How Come (Los Angeles-1948)
Exclusive 41x - Roll 'Em / Sweet And Lovely (Los Angeles-1948)
Exclusive 61x - Don't Stop Loving Me / Key Jam (Los Angeles-1949)
Exclusive 79x - He Knows How To Knock Me Out / End Of A Kiss (Los Angeles 1948 et 1949)
Exclusive 152x - Fascination / I Cover The Waterfront (Los Angeles-1949)
Exclusive 84x - Tree O'Clock Jump - part 1 / Tree O'Clock Jump - part 2 (Los Angeles-1949)
Exclusive 102x - Big Baritone / Miss You  (Los Angeles-1948 et 1949)
Exclusive 144x - Lonesome Guitar / Hey Mama (Los Angeles-1949)
Exclusive rejected - What's The Reason (Los Angeles-1949)
Specialty 350 - Ramblin' Blues / Rag Mop (Los Angeles-20 janv.1950)
Specialty 355 - Sentimental Lover / Pink Champagne (Los Angeles-20 janv.1950)
Specialty 441 - Goin' Back To New Orleans / Crying Over You (Los Angeles-13 avr. 1950)
Specialty 368 - Rhythm In The Barnyard - part 1 / Rhythm In The Barnyard - part 2(Los Angeles-13 avr. 1950)
Specialty 338 - I've Got A Right To Cry / (Los Angeles-13 avr. 1950)
Specialty 7025(CD) - Little Joe's Boogie / Little Joe's Boogie / Little Black Book (Los Angeles-31 mars et 13 avr. 1950)